# Albert Huybrechts
Albert Huybrechts, född 12 februari 1899 i Dinant, död 21 februari 1938 i Bryssel, var en belgisk tonsättare och musikskriftställare.
Albert Huybrechts var elev vid konservatoriet i Bryssel för Léon Du Bois och Joseph Jongen, fick 1926 det amerikanska Coolidge-priset och blev därefter snabbt känd i Förenta staterna. Han komponerade orkesterverk (däribland den symfoniska dikten David), kammarmusik och sånger.